# Puerto de San Vicente

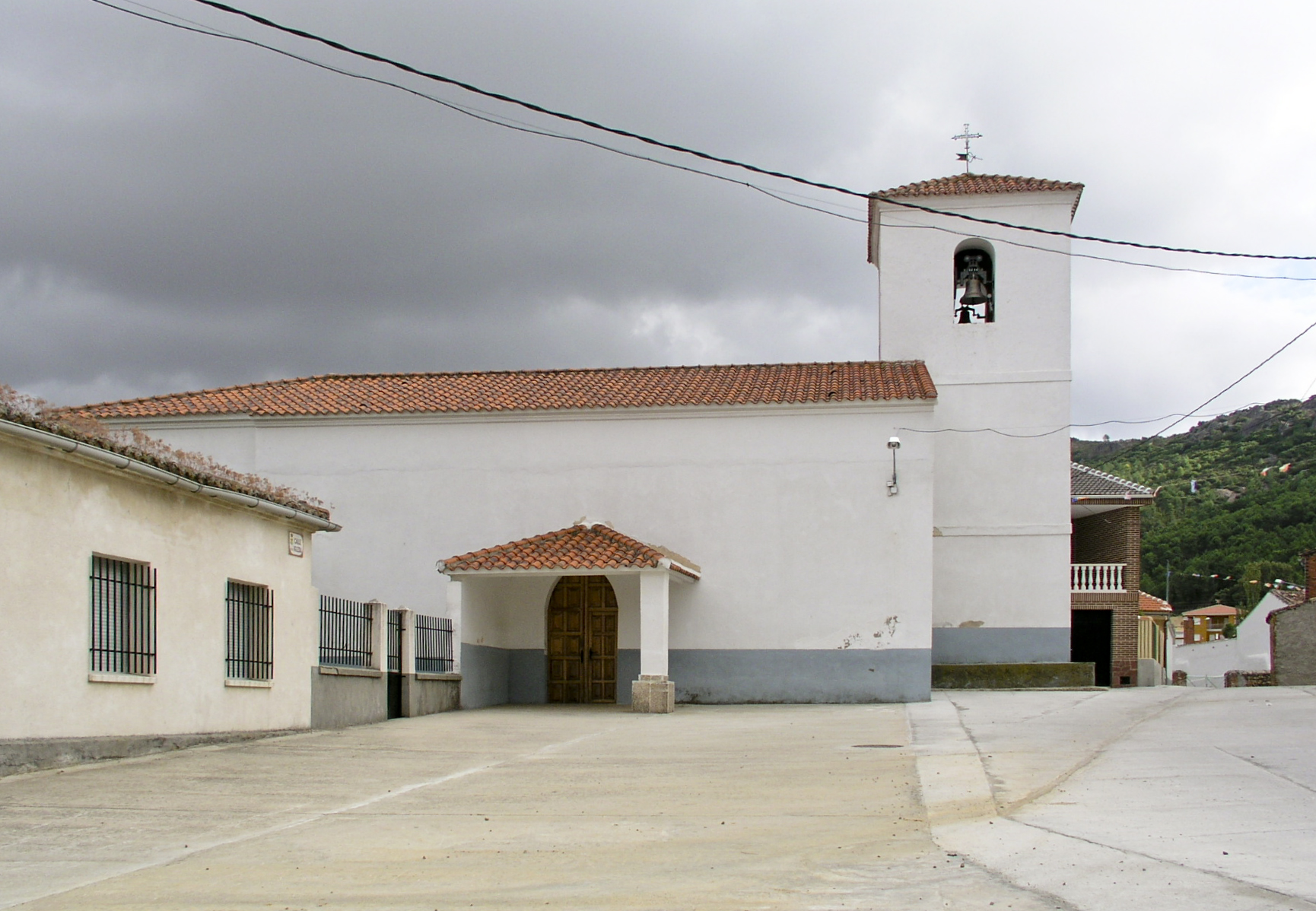
Kyrkan i Puerto de San Vicente.

Puerto de San Vicente är en ort och kommun i provinsen Toledo i den autonoma regionen Kastilien-La Mancha i centrala Spanien. Orten ligger cirka 100,5 kilometer sydväst om Toledo. Kommunen har 147 invånare (2024), på en yta av 46,51 km².

## Geografi
Kommunen ligger i comarcan La Jara och gränsar till Alía i provinsen Cáceres och Mohedas de la Jara, El Campillo de la Jara och Sevilleja de la Jara i provinsen Toledo.